# Skovdal (Lyksborg)
Skovdal (dansk) eller Schauental (tysk) er en lokalitet beliggende ved skovkanten af Fredskov i det nordlige Angel i Sydslesvig. I syd grænser Skovdal til den højer liggende Bremsbjerg. I administrativt henseende hører stedet under Lyksborg kommune i Slesvig-Flensborg kreds i den nordtyske delstat Slesvig-Holsten. I kirkelig henseende hører landsbyen til Lyksborg Sogn. Sognet lå i Munkbrarup Herred (Flensborg Amt, Sønderjylland), da området tilhørte Danmark. 
Skovdal er første gang nævnt 1781. Tæt på Skovdalen ligger med Spøgmose (ty. Spökmoos) et lille moseområde, som har navn af jysk spøg for spøgeri. Der er flere gravhøje i omegnen. Der er anlagt et dysse-sti (Dolmenpfad) i området. 